# Santi protettori delle forze armate italiane
Per tradizione le Forze armate italiane e le proprie Armi, Corpi e Specialità sono poste sotto la protezione di un santo patrono: il giorno di festa patronale non coincide però con il giorno in cui si celebra la festa del corpo, che generalmente deriva dalla data di costituzione o dalla data di rilevanti fatti d'armi.
- Esercito Italiano - San Giovanni XXIII papa (11 ottobre) 
  - Armi
    - Arma di fanteria - San Martino di Tours (11 novembre)
    - Arma di cavalleria - San Giorgio martire (23 aprile)
    - Arma di artiglieria - Santa Barbara vergine e martire (4 dicembre)
    - Arma del genio - Santa Barbara vergine e martire (4 dicembre)
    - Arma delle trasmissioni, San Gabriele arcangelo (24 marzo)
    - Arma dei trasporti e materiali - San Cristoforo di Licia (27 luglio)

  - Corpi
    - Corpo sanitario dell'Esercito - San Camillo de Lellis (14 luglio)
    - Corpo di commissariato dell'Esercito - Beata Vergine Maria Madre della Divina Provvidenza (terzo sabato di dicembre)
    - Corpo degli ingegneri dell'Esercito - Beato Francesco Faà di Bruno (25 settembre)

  - Specialità
    - Bersaglieri - Beata Vergine Maria del Cammino (8 settembre)
    - Alpini - San Maurizio martire (22 settembre)
    - Paracadutisti - San Michele arcangelo (29 settembre)
    - Lagunari - San Marco evangelista (25 aprile)
    - Aviazione dell'Esercito - Beata Vergine di Loreto (10 dicembre)

  - Corpi Ausiliari
    - Corpo militare volontario della Croce Rossa Italiana - San Camillo de Lellis (14 luglio):
    - Corpo delle infermiere volontarie della Croce Rossa Italiana - Santa Caterina da Siena (29 aprile)
    - Corpo speciale volontario ausiliario dell'Esercito Italiano dell'Associazione dei cavalieri italiani del Sovrano militare Ordine di Malta - San Giovanni Battista (24 giugno)
    - Cappellani militari - San Giovanni da Capestrano (23 ottobre)
- Marina Militare - Santa Barbara vergine e martire (4 dicembre)
- Aeronautica Militare - Beata Vergine di Loreto (10 dicembre)
- Arma dei Carabinieri - Santa Maria "Virgo Fidelis" (21 novembre)
  - Specialità Carabinieri forestali - San Giovanni Gualberto  (12 luglio)